# Andrzej Adamski
Andrzej Adamski (ur. 13 stycznia 1939 w Warszawie) – polski szachista, mistrz międzynarodowy od 1980 roku.

## Kariera szachowa
W roku 1961 zwyciężył w mistrzostwach Wojska Polskiego. W tym samym roku zadebiutował w finale mistrzostw kraju seniorów. Do roku 1980 siedmiokrotnie uczestniczył w finałowych turniejach, najlepszy wynik osiągając w roku 1978 w Krakowie, gdzie zajął VII miejsce. W roku 1969 zwyciężył w otwartym turnieju w Augustowie. W turnieju rozegranym w tym samym mieście w roku 1972 zajął ex aequo II miejsce. W roku 1980 zwyciężył w memoriale majora Henryka Sucharskiego w Prabutach oraz zajął ex aequo II miejsce w międzynarodowym turnieju w Albenie.
Najwyższe miejsce w szachowym rankingu w karierze osiągnął 1 stycznia 1981 r. z wynikiem 2410 punktów. Zajmował wówczas ex aequo 7. miejsce wśród polskich szachistów.

## Życie prywatne
Brat Andrzeja Adamskiego, Jan, jest również znanym szachistą, byłym mistrzem Polski oraz wielokrotnym olimpijczykiem.

## Publikacje
- Moje fascynacje szachowe, Wydawnictwo Penelopa, Warszawa 2004, ISBN 83-86407-53-0